# WBP2
WBP2 (англ. WW domain binding protein 2) – білок, який кодується однойменним геном, розташованим у людей на короткому плечі 17-ї хромосоми. Довжина поліпептидного ланцюга білка становить 261 амінокислот, а молекулярна маса — 28 087.
| 10         |  | 20         |  | 30         |  | 40         |  | 50         |
| ---------- |  | ---------- |  | ---------- |  | ---------- |  | ---------- |
| MALNKNHSEG |  | GGVIVNNTES |  | ILMSYDHVEL |  | TFNDMKNVPE |  | AFKGTKKGTV |
| YLTPYRVIFL |  | SKGKDAMQSF |  | MMPFYLMKDC |  | EIKQPVFGAN |  | YIKGTVKAEA |
| GGGWEGSASY |  | KLTFTAGGAI |  | EFGQRMLQVA |  | SQASRGEVPS |  | GAYGYSYMPS |
| GAYVYPPPVA |  | NGMYPCPPGY |  | PYPPPPPEFY |  | PGPPMMDGAM |  | GYVQPPPPPY |
| PGPMEPPVSG |  | PDVPSTPAAE |  | AKAAEAAASA |  | YYNPGNPHNV |  | YMPTSQPPPP |
| PYYPPEDKKT |  | Q          |  |            |  |            |  |            |

A: Аланін

C: Цистеїн

D: Аспарагінова кислота

E: Глутамінова кислота

F: Фенілаланін

G: Гліцин

H: Гістидин

I: Ізолейцин

K: Лізин

L: Лейцин

M: Метіонін

N: Аспарагін

P: Пролін

Q: Глутамін

R: Аргінін

S: Серин

T: Треонін

V: Валін

W: Триптофан